# Архангельская духовная семинария
Архангельская духовная семинария — среднее духовное учебное заведение Русской православной церкви, существовавшее в 1723—1920 годы.

## История
Учреждена в 1723 году в Холмогорах архиепископом Варнавой (Волостковским) согласно указам 1722 и 1723 годов и Духовному регламенту. Содержалась духовная школа на средства архиерейского дома.
Первоначально (до 1730 года) именовалась «Славено-русской школой». Основал школу опальный архимандрит Гедеон, которого Пётр I повелел сослать в Соловецкий монастырь. Но в Архангельске образованность опального архимандрита была использована в интересах местного духовного просвещения. Гедеон был сделан «ректором школ Архангелогородских», а с 1715 года и ректором основанной им «Славено-русской школы».
В 1730 году введено преподавание латыни; школа получила название «Славяно-латинской» в ранге семинарии.
При епископе Аароне (1735—1738) латинская школа была временно закрыта. В 1747 году введены классы риторики и логики.
В 1762 года в связи с реформой духовных учебных заведений Славяно-латинская школа в Холмогорах официально получила статус семинарии. Стали назначаться ректоры. С 1764 года семинария находилась на казённом окладе.
В августе 1771 года семинария была переведена в гор. Архангельск. В 1780 году введён полный курс (богословие и философия, греческий и европейские языки). Тогда же введено преподавание корельского и зырянского языков.
Семинария несколько раз меняла помещения, пока в 1811 году по распоряжению епископа Парфения (Петрова) не было начато строительство Архангельской Духовной семинарии на берегу Северной Двины, между ул. Архиерейской (ныне — ул. Урицкого) и монастырской (Смольный буян), куда семинария переехала 26 сентября 1812 года.
Новое здание семинарии было построено в 1908—1910 годах по проекту архитектора Василия Андросова.
При семинарии находилась библиотека с богатым собранием рукописных памятников XVI—XVII вв.
В марте 1920 года семинария была закрыта.

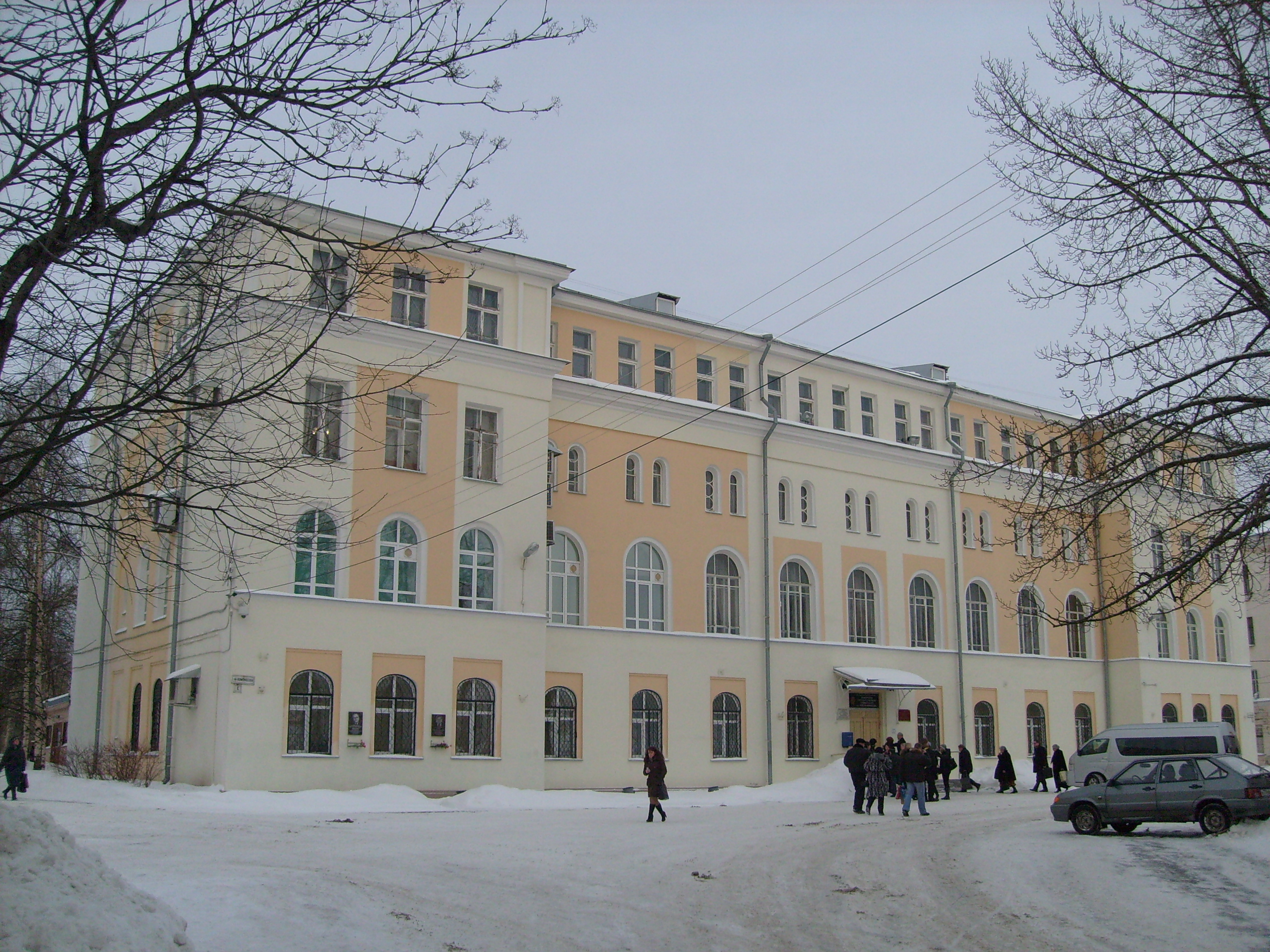
Здание семинарии в настоящее время (Главный корпус ПГУ). В советское время был перестроен третий этаж и достроен четвёртый

## Ректоры
- Гавриил (Огинский) (1762-)[3]
- Парфений (Петров) (22 апреля 1778 — 26 мая 1790)
- Кирилл (Киприанов) (180? — 180?)[4]
- Аполлос (Терешкевич) (1790—1803)
- Феофил (Татарский)
- Павел (Павлов-Морев) (1818—1823)
- Неофит (Соснин) (1826—1830)
- Августин (Полонский) (30 сентября 1831—1836)
- Иларион (Воскресенский)[5]
- Вениамин (Павлов) (10 марта 1861 — 3 августа 1866)
- Донат (Бабинский-Соколов) (12 августа 1866—1879)
- Арсеньев Сергий Фёдорович, протоиерей (? — † 18 ноября 1882)
- Александр Ефимович Орлов (17 апреля 1887—1918)

## Известные выпускники
- Игнатий (Семёнов)
- Иоанн Кронштадтский
- Ириней (Ключарёв)
- Никодим (Кононов)